# Marcel Hirscher
Marcel Hirscher (Annaberg-Lungötz, 2 de marzo de 1989) es un deportista austríaco que compitió en esquí alpino; dos veces campeón olímpico y siete veces campeón mundial.

## Trayectoria
Participó en tres Juegos Olímpicos de Invierno, obteniendo tres medallas, una de plata en Sochi 2014 (eslalon) y dos de oro en Pyeongchang 2018 (eslalon gigante y combinada), y en Vancouver 2010 quedó cuarto en el eslalon gigante y quinto en el eslalon.
Ganó once medallas en el Campeonato Mundial de Esquí Alpino entre los años 2013 y 2019. 
En la Copa del Mundo consiguió 67 victorias y 138 podios en total. Ganó la clasificación general de la Copa del Mundo ocho veces de forma consecutiva, de 2012 hasta 2019.
Es hijo de padre austríaco y madre neerlandesa. En 2019 anunció que dejaba el esquí, pero en la temporada 2023-24 reapareció compitiendo por los Países Bajos. Aparte de su carrera como esquiador, también disputó carreras de motociclismo (MotoGP) y automovilismo.
Recibió la Gran Condecoración de Honor de la Orden al Mérito de la República de Austria en 2016 y el premio Skieur d’Or en cuatro ocasiones (2012, 2015, 2016 y 2018). Fue nombrado «Deportista masculino del año» en su país en 2012, 2015, 2016, 2017, 2018 y 2019.

## Palmarés internacional
| Juegos Olímpicos   | Juegos Olímpicos                   | Juegos Olímpicos | Juegos Olímpicos |
| Año                | Lugar                              | Medalla          | Prueba           |
| ------------------ | ---------------------------------- | ---------------- | ---------------- |
| 2014               | Sochi (Rusia)                      | Medalla de plata | Eslalon          |
| 2018               | Pyeongchang (Corea del Sur)        | Medalla de oro   | Eslalon gigante  |
| 2018               | Pyeongchang (Corea del Sur)        | Medalla de oro   | Combinada        |
| Campeonato Mundial |                                    |                  |                  |
| Año                | Lugar                              | Medalla          | Prueba           |
| 2013               | Schladming (Austria)               | Medalla de oro   | Eslalon          |
| 2013               | Schladming (Austria)               | Medalla de oro   | Equipo mixto     |
| 2013               | Schladming (Austria)               | Medalla de plata | Eslalon gigante  |
| 2015               | Vail/Beaver Creek (Estados Unidos) | Medalla de oro   | Combinada        |
| 2015               | Vail/Beaver Creek (Estados Unidos) | Medalla de oro   | Equipo mixto     |
| 2015               | Vail/Beaver Creek (Estados Unidos) | Medalla de plata | Eslalon gigante  |
| 2017               | Sankt Moritz (Suiza)               | Medalla de oro   | Eslalon          |
| 2017               | Sankt Moritz (Suiza)               | Medalla de oro   | Eslalon gigante  |
| 2017               | Sankt Moritz (Suiza)               | Medalla de plata | Combinada        |
| 2019               | Åre (Suecia)                       | Medalla de oro   | Eslalon          |
| 2019               | Åre (Suecia)                       | Medalla de plata | Eslalon gigante  |